# 가이우스 아우피디우스 빅토리누스
가이우스 아우피디우스 빅토리누스(Gaius Aufidius Victorinus)는 2세기에 활동한 로마의 원로원 의원이자 장군이다. 로마 황제 마르쿠스 아우렐리우스의 친우였고, 동시에 연설가 및 변론가 마르쿠스 코르넬리우스 프론토의 사위였던 그는 집정관 직을 두 차례 그리고 로마 속주의 총독도 몇 차례 맡았다.

## 생애
빅토리누스는 움브리아의 피사우룸 출신이었다. 그는 마르쿠스 아우렐리우스와 같이 프론토 밑에서 수학하였고, 이때 그와의 우정이 시작되었다.
155년에 빅토리누스는 보좌 집정관이 되었고, 그 뒤에 162년경부터 166년경까지 게르마니아 수페리오르 총독으로 있었으며, 재직 당시에 카티족의 침입을 막아내는 임무를 맡아 성공적으로 마쳤다. 프론토가 그가 총독이던 시절에 그에게 보낸 서신 두 개가 남아 있다. 첫 번째에서, 프론토는 안토니누스 아퀼라의 수사학자 자리를 얻는 데 그의 도움을 요청하는 것이었다. 두 번째에서, 프론토는 빅토리누스가 게르마니아 수페리오에 있었을 때 프론토에게 맡기고 간 두 아들들의 소식을 전한 것이었다.
게르마니아 수페리오르에서 임기를 마친 뒤, 빅토리누스는 다키아 속주의 총독이 되었고 (168/9년), 그 다음에는 히스파니아 바이티카 (170/1년 추정), 히스파니아 타라코넨시스 (171년-172년)의 총독직을 이어서 수행했다. 그런 다음 빅토리누스는 아프리카 속주의 프로콘술 (173/5년)을, 177년과 179년 사이에는 시리아의 총독을 맡았다. 프라이펙투스 우르비로 있던 임기 (179년부터 183년까지로 추정) 마지막 해에, 빅토리누스는 콤모두스를 동료 집정관으로 두며 생애 두 번째 집정관이 되었다.
마르쿠스 아우렐리우스가 죽고 콤모두스의 재위가 시작되던 때, 빅토리누스는 여전히 존경받는 명사였으나, 카시우스 디오는 콤모두스가 아마 친위대 사령관 섹스투스 티기디우스 페렌니스의 선동으로 빅토리누스를 죽이려 했다고 하였다.

## 가정
빅토리누스는 프론토의 딸 그라티아와 혼인했다. 이들 사이에 최소 아들 세 명이 있었고, 그 중 한 명은 빅토리누스가 게르마니아 수페리오르 총독으로 있던 시절 세 살의 나이로 사망했다. 나머지 두 명은 마르쿠스 아우피디우스 프론토 (199년 직권 집정관)와 가이우스 아우피디우스 빅토리누스 (200년 직권 집정관)이다.

## 추가 서적 내용
- H.-G. Pflaum, "La carriere de C. Aufidius Victorinus condisciple de Marc Aurele", CRAI, 100 (1956), pp. 189-200

| 공직                                                                                   | 공직                                                       | 공직                                                               |
| -------------------------------------------------------------------------------------- | ---------------------------------------------------------- | ------------------------------------------------------------------ |
| 이전 가이우스 율리우스 세베루스, 마르쿠스 유니우스 루피누스 사비니아누스 (직권 집정관) | 로마 제국의 집정관 155년 with 마르쿠스 가비우스 아팔리우스 | 이후 안티우스 폴리오, 미니키우스 오피미아누스 (보좌 집정관)        |
| 이전 마르쿠스 페트로니우스 수라 마메르티누스, 퀸투스 티네이우스 루푸스 (직권 집정관)   | 로마 제국의 집정관 183년 with 콤모두스 4선                 | 이후 루키우스 투틸리우스 폰티아누스 겐티아누스, 미상 (보좌 집정관) |